# Clube Desportivo Al-Khaburah
Clube Desportivo Al-Khaburah (em árabe: نادي الخابورة الرياضي) é um clube de futebol de Omã, sediado na cidade de Al-Khaburah, no norte do país.

## História
O Al-Khaburah  foi fundado em 30 de março de 1972, obtendo o registro da Associação de Futebol de Omã em junho de 2002. Participa de competições de outros esportes, como vôlei, handebol e basquetebol. Suas partidas são disputadas no Complexo Esportivo Regional de Sohar. Suas cores principais são o amarelo e verde.[carece de fontes?]

## Melhores resultados
- Copa do Golfo de Clubes Júnior: campeão (2003, 2004), vice-campeão (2000)[2]
- Copa do Sultão Júniorː vice-campeão (2002), 3º lugar (2001)[2]
- Copa do Sultãoː vice-campeão (2015/2016)[1]